# Yves Morvan
Pour les articles homonymes, voir Morvan (homonymie).
Yves Morvan, né le 13 janvier 1932 à Uzel, est un plasticien français, archéologue médiéviste, érudit, spécialiste de l'art roman en Auvergne et de l’iconographie de Blaise Pascal.
Il est également restaurateur de vierges romanes et de peintures murales médiévales,, sculpteur de personnages religieux en bois et en pierre, ainsi que membre de l'Académie des sciences, belles-lettres et arts de Clermont-Ferrand, dont il obtient le prix J.F. Mège en 1981. Il est le père de Philippe Morvan.

## Biographie
Né à Uzel d'un père receveur des impôts et d'une mère institutrice, il a une sœur jumelle, Annie, et un frère aîné, Henri. Il obtient son baccalauréat au lycée Anatole Le Braz de Saint-Brieuc, puis son diplôme d'Arts plastiques au lycée Claude Bernard à Paris en 1955.
Au cours de son premier poste au collège de garçons de Nantes, il rencontre Pierre Guérin et le Caméra Club Nantais avec lequel il réalisera plusieurs films amateurs, dont La chasse au cornouillon. Il est ensuite professeur agrégé d'arts plastiques au lycée Blaise-Pascal de Clermont-Ferrand. En 1962, il est détaché au Centre Audio-Visuel(CAV) de l'École normale supérieure de Saint-Cloud où il obtient un diplôme d'expert audiovisuel.
Il se passionne, entre autres, pour l’art roman auvergnat et l’archéologie du bâti. Ses  écrits et travaux sont cités par de nombreux experts dans différents ouvrages. Parallèlement, pendant quarante ans, il mène un important travail d’archéologie sur le terrain et parcourt les églises de la région auvergnate et ses alentours. Il découvre ainsi de nombreuses peintures murales qu’il restaure lui-même pour le compte des Monuments historiques. Il réalise plus de trois cents chantiers. En 1985, il obtient la médaille d'argent des métiers d'arts de l'Académie d'Architecture de Paris, Fondation Richard-Lounsbery. Dans un ouvrage sur l'harmonie des couleurs de 2015, il dénonce la Loi du contraste simultané des couleurs de Michel-Eugène Chevreul.

## Dans la littérature
Un hommage lui a été rendu par Samuel Gance, pseudonyme de son fils, dans son roman La chapelle des damnés où le personnage principal - un restaurateur d'art - porte le nom d'Ivo Varmon qui est l'anagramme d'Yves Morvan.

## Découvertes archéologiques et restaurations (non exhaustif)

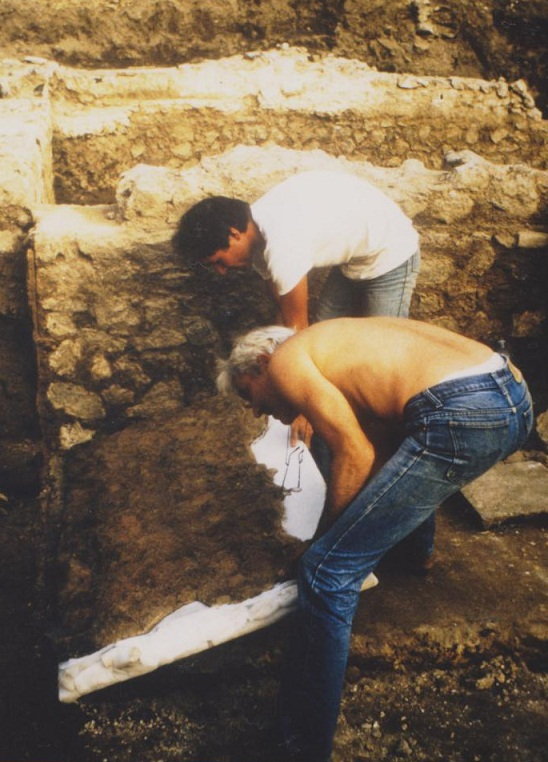
Yves Morvan (au premier plan) opérant une dépose de peinture murale gallo-romaine lors de fouilles menées par une équipe du CNRS rue Audollent à Clermont-Ferrand en 1986

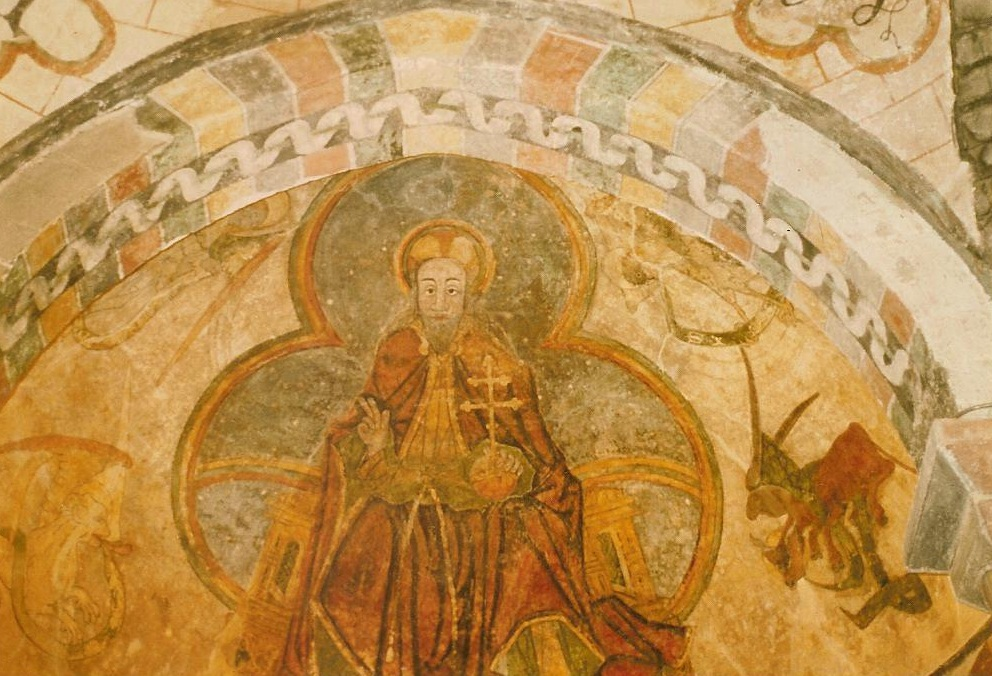
Christ en majesté à Jaleyrac

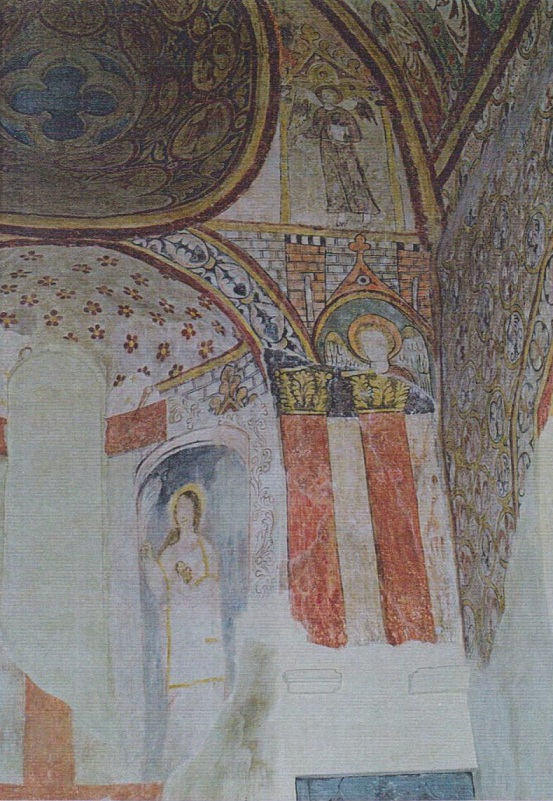
Peintures murales de l'église de Pignols

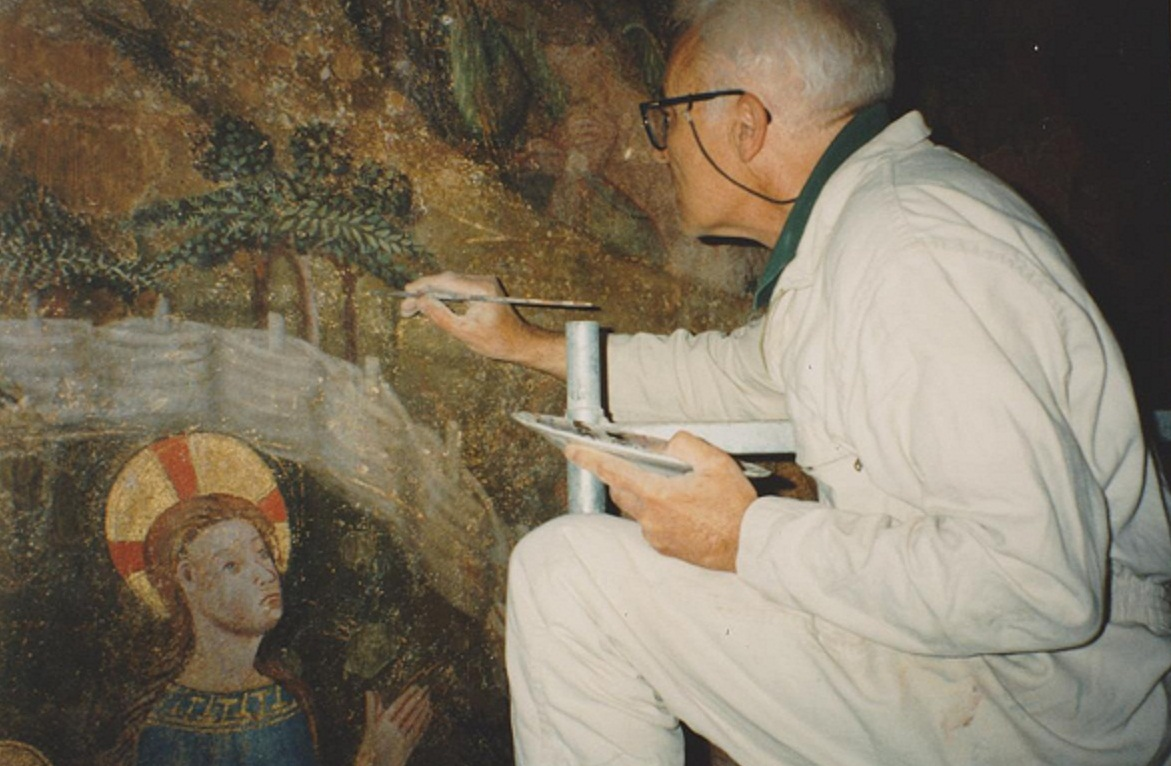
Yves Morvan à Saint-Flour en 1998

- Peintures du XIVe siècle de la médiathèque de Brioude et salle du rez-de-chaussée de la maison de Mandrin[13].
- Fresques de l'église romane d'Orléat[14],[15].
- Les peintures murales de l'église Notre-Dame d'Aigueperse.
- Peintures murales de la cathédrale de Clermont-Ferrand[16].
- Église Saint-Léger de Montfermy[17],[18],[19].
- Église Saint-Martin de Jaleyrac[20].
- Les trois chœurs de l'église Saint-Jean de Glaine-Montaigut[21],[22],[23],[24].
- Chapelle de Bousselargues à Blesle et église Saint-Georges, ancienne chapelle du collège des Jésuites du Puy-en-Velay[4].
- Église Saint-Vincent de Saint-Flour[25],[26],[27].
- Couvent Saint-Vincent de Saint-Flour (Cantal): scène avec Saint-Jacques[28],[29].
- Église Sainte- Martine de Pont-du-Château[30],[31].
- Saint-Germain-des-Fossés : la nef et des peintures représentant la luxure et Saint-Austremoine[32],[33].
- Peintures romanes à Saint-Amant-Tallende[4].
- Peintures de la chapelle du Château de Murol en Saint Amant à Saint-Amant-Tallende.
- Château du Cheix de Neuville[34],[35],[36],[37].
- Abbaye de Menat[38].
- Église abbatiale Saint-Pierre de Mozac : sinopia représentant une descente de croix sur le linteau intérieur du porche nord.
- Église Saint-Barthélémy de Saint-Amant-Roche-Savine[39].
- Église de Saint-Georges-Lagricol[40].
- Peintures murales de Jenzat[41].
- Peintures du XVIe de la salle des gardes du Château de Busset dans l'Allier[4].
- Fresques du XIVe dans l'église romane de Beurrières[42].
- Peintures murales dans la chapelle du Marchidial à Champeix[43].
- Peintures murales du XVIe dans l'église de Charraix[44].
- Saint-Michel et une scène de chasse sur le mur sud de l'église clunisienne de Ris[45].
- Église Sainte-Madeleine de Pignols[46],[47],[48],[49],[50].
- Restauration et mise au jour de nouveaux blasons de la "salle des États" du château de Ravel[51],[52].
- Peintures murales de l'église Saint-Pierre-aux-Liens de Moissat-Bas.
- Peinture murale de Saint-Jacques en l'église de Virargues[53].

## Découvertes archéologiques non restaurées
- Fresques de l'église du Prieuré à Montverdun[54].
- Sondages positifs dans le chœur de l'église Saint Pierre de Blesle.

## Restaurations (non exhaustif)
- Montferrand : la maison de l’éléphant[55],[56],[57],[58].
- Restauration de nombreuses vierges romanes dont celles de Colamine-sous-Vodable et de Chassignolles[2].
- Restauration de l'église de Droiturier, Prix Emile Mâle en 2000[59].
- Restauration des peintures murales de l'église de Montagny (Rhône)[60].
- Restitution de la polychromie de la Sainte-Chapelle à Vic-le-Comte[31].
- Retrait du badigeon gris moderne sur le chapiteau roman de la Délivrance de Saint-Pierre en l'église abbatiale Saint-Pierre de Mozac.

## Écrits (liste non exhaustive)
- Yves Morvan, Pascal à Mirefleurs ? Les dessins de la maison de Domat, Courrier du Centre International Blaise Pascal, 6, 1984.
- Yves Morvan, peste noire à Jenzat, in Bulletin historique et scientifique de l'Auvergne, Clermont-Ferrand, vol. 92, no 682, 1984.
- Yves Morvan, La maison de l'Éléphant, Bulletin historique et scientifique de l'Auvergne, vol. 92, no 683, 1984.
- Yves Morvan, Ezio Arduini, Pascal à Mirefleurs ? Les dessins de la maison de Domat, Impr. Blandin, 1985[61].(FRBNF40378895)
- Yves Morvan, Montfermy : les peintures murales du sanctuaire, Bulletin historique et scientifique de l'Auvergne, vol. 93, no 689, 1986.
- Yves Morvan, Pascal d'après nature, Bulletin historique et scientifique de l'Auvergne, tome XCIII, no 692-693, 1987.
- Yves Morvan, Récentes découvertes de peintures murales dans l'église Saint-Martin de Jenzat (Allier), Société française d'archéologie, Congrès archéologique de France, 146e session, Bourbonnais, 1988.
- Yves Morvan, Bruno Saunier, Peintures murales du XIIe au XVIIIe siècle (principaux sites), Association pour l'Étude et la Mise en Valeur du Patrimoine Auvergnat, 1989.
- Yves Morvan, Images anciennes et nouvelles de Blaise Pascal, souvenir de l’exposition, Courrier du Centre International Blaise Pascal, 13, 1991[62].
- Yves Morvan, Les peintures de la salle capitulaire d'Issoire, Revue d'Auvergne, Volume 106,Numéro 3.Société des amis de l'Université de Clermont. Ed. G. Mont-Louis, 1992. (ISSN 0035-1008)[63]
- Yves Morvan, Des témoins ressuscités, Monuments historiques, no 197, 1995.
- Yves Morvan, Une page de l'histoire des chemins de Saint-Jacques en Haute-Auvergne in Vivre en moyenne montagne: Éditions du CTHS, 1995  (ISBN 2735502937)
- Yves Morvan, Les peintures intérieures, Bulletin no 26 de l'association des amis du vieux Pont-du-Château, 1995.
- Yves Morvan, Et c'est ainsi qu'Anna est grande... Découverte de peintures murales dans l'église Saint-Vincent de Saint-Flour, Bulletin historique et scientifique de l'Auvergne, tome XCIX, 1998.
- Catherine Lonchambon, Yves Morvan, Des peintures murales inattendues et insolites: Merveilles de l'église de Pignols. Histoire médiévale. no 47, 2003.
- Yves Morvan, La Sirène et la luxure; Communication du Colloque "La luxure et le corps dans l'art roman". Mozac. 2008.
- Hélène Leroy, Francis Debaisieux, Yves Morvan, Vierges romanes-Portraits croisés, Éditions Debaisieux, 2009. (ISBN 978-2-913-381-71-1)[64],[65].
- Yves Morvan, La vision et l'harmonie des couleurs (Nouveaux regards), Éditions Ex Aequo, 2015. (ISBN 978-2-359-627-26-8).
- Yves Morvan, Le Christ noir de Saint-Flour, Bulletin historique et scientifique de l’Auvergne, janvier-juin 2015 (paru fin 2017), p. 45-54[66].
- Yves Morvan, White paint and black color in the Middle Ages, International Colour Association (AIC) Conference 2020[67].
- Yves Morvan, Le connétable de Bourbon au château de Busset, Bulletin historique et scientifique de l’Auvergne, juillet-décembre 2018, p. 209-212.
- Yves Morvan, La luxure au Moyen Âge, Bulletin historique et scientifique de l’Auvergne, janvier-juin 2019, p. 97-104.
- Yves Morvan, À propos de la sirène au Moyen Âge, Bulletin historique et scientifique de l’Auvergne, juillet 2019-décembre 2019, p. 129-144.
- Yves Morvan, La résurrection de la Vierge de Chantoin, Bulletin historique et scientifique de l’Auvergne, janvier-juin 2020, p. 89-100.
- Yves Morvan, Sainte-Catherine de Sienne à Saint-Flour (église Saint-Vincent), Bulletin historique et scientifique de l’Auvergne, janvier-juin 2020, p. 101-108.
- Yves Morvan, Vision et Harmonie des couleurs partie I et II, Revue Primaires no 177, Centre Français de la Couleur, mars 2023.

## Documentaire
- Les marques du temps, un musée dans la ville, François Breugnot, Les Films de la Couze, 2024[68]

## Exemple de découverte archéologique et de restauration d'une peinture murale duXVesiècleà Saint-Amant-Roche-Savine

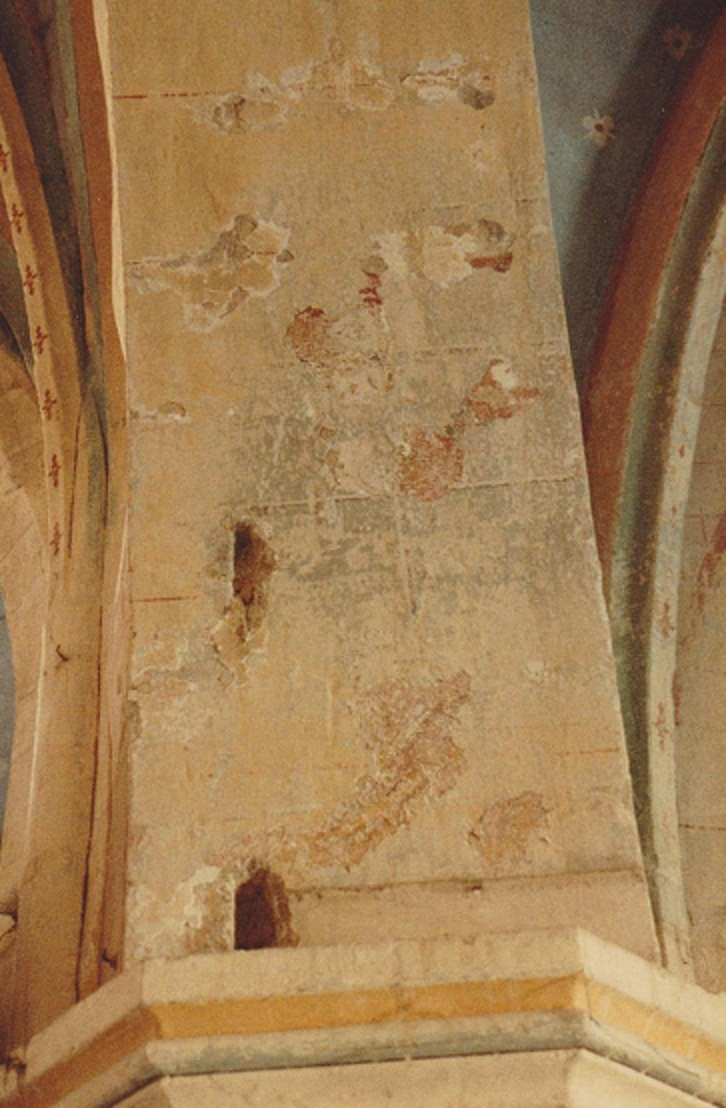
Premiers sondages archéologiques dans la couche d'enduit du XIXe siècle
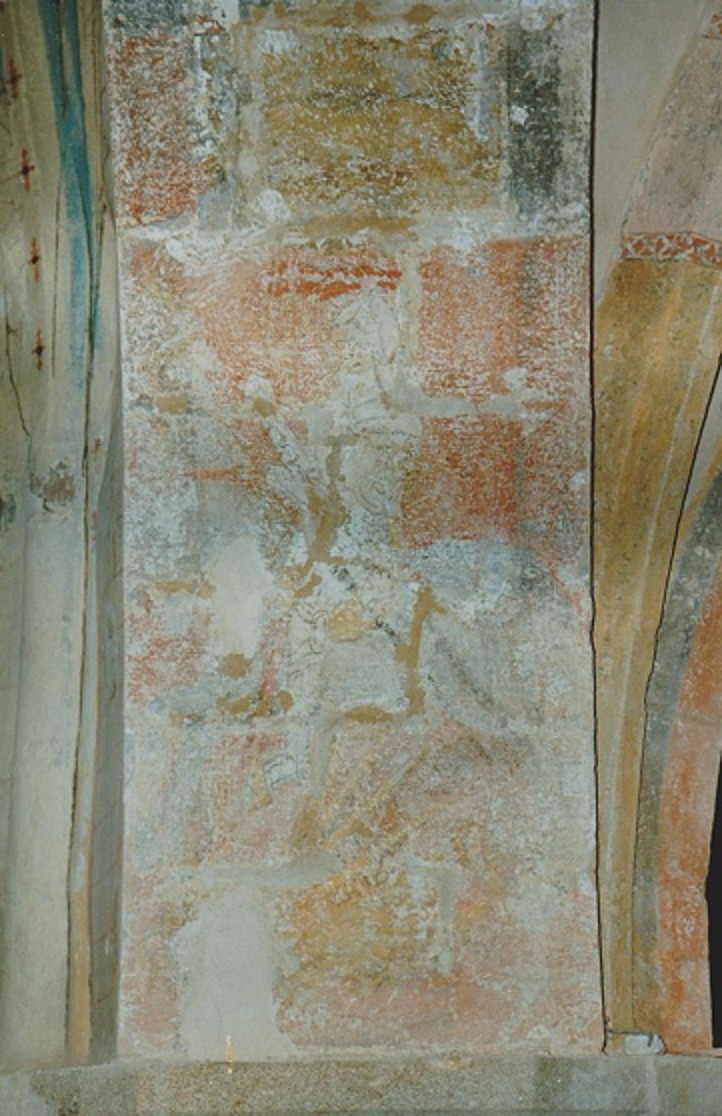
Peinture du XVe dégagée avant restauration
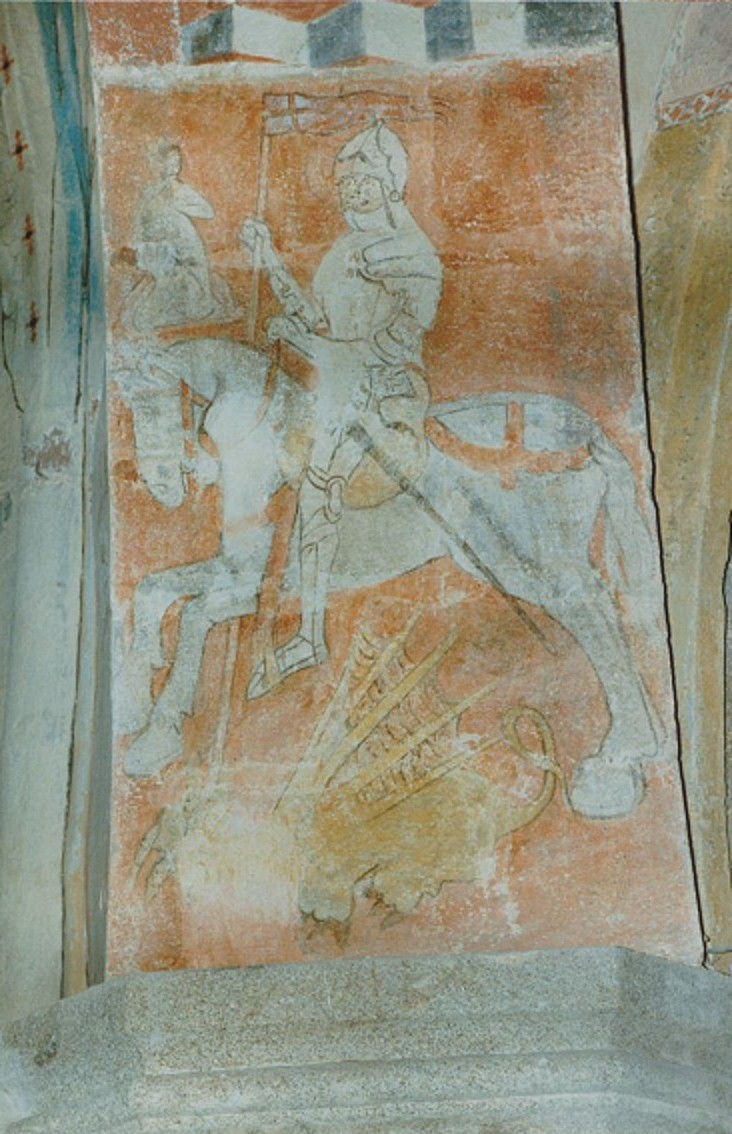
Peinture après restauration

## Expositions et réalisations
- Dix ans de découvertes et de restauration, église de Pignols, juillet-août 1992[49].
- Art Sacré, Galerie Sellier Aurillac, novembre-décembre 2007[69].
- Images anciennes et nouvelles de Blaise Pascal, Espace municipal Pierre Laporte, Centre Jaude, Clermont-Ferrand, 1990[70].
- Réalisation de la fresque "Ici sévit Mandrin" sur la porte dite Mandrin à Brioude[13].
- Copies des vierges de Saint-Victor-la-Rivière[71], de Chassignolles, du Forez, de Colamine-sous-Vodable, de Usson, entre autres[2], mais aussi du Christ de Saint-Hilaire-la-Croix[72].